# Willian Popp
Willian Popp (ur. 13 kwietnia 1994 w Joinville) – brazylijski piłkarz występujący na pozycji napastnika.

## Życiorys
Wychowanek Joinville EC, w 2013 roku został włączony do pierwszej drużyny. W seniorskiej drużynie zadebiutował w styczniu 2014 roku w rozgrywkach Campeonato Catarinense. Latem został wypożyczony do Mogi Mirim EC, dla którego rozegrał sześć meczów w Campeonato Brasileiro Série C. Po powrocie do Joinville, w 2015 roku wystąpił w 25 meczach Campeonato Brasileiro Série A, debiutując 10 maja w wygranym 1:0 spotkaniu z Fluminense FC. W marcu 2016 roku przeszedł do koreańskiego Busan IPark. Zdobył wówczas 18 bramek w 37 meczach K League Challenge. W 2017 roku związał się umową z Avispą Fukuoka, dla której rozegrał 19 spotkań w J2 League. Po zakończeniu sezonu powrócił do Korei Południowej, podpisując kontrakt z Bucheon FC 1995. Przez większość 2019 roku grał w Figueirense FC, zdobywając z tym klubem Recopa Catarinense. Pod koniec roku przeszedł do Ceará SC, dla którego rozegrał jeden mecz w Campeonato Brasileiro Série A. W styczniu 2020 roku przeszedł do Muangthong United. W Thai League 1 zadebiutował 12 września 2020 roku w przegranym 0:1 meczu z Sukhothai FC. Dla Muangthong United zdobył 27 goli w 50 ligowych meczach, po czym w sierpniu 2022 został piłkarzem Chapecoense. Po półroczu gry w Chapecoense, kiedy to wystąpił w 13 meczach Campeonato Brasileiro Série B, wróćił do Muangthong United.

## Statystyki ligowe
| Sezon         | Klub                              | Liga                          | Mecze | Gole |
| ------------- | --------------------------------- | ----------------------------- | ----- | ---- |
| 2014 (j)      | Mogi Mirim EC                     | Campeonato Brasileiro Série C | 6     | 0    |
| 2015          | Joinville EC                      | Campeonato Brasileiro Série C | 25    | 1    |
| 2016          | Busan IPark                       | K League Challenge            | 37    | 18   |
| 2017          | Avispa Fukuoka                    | J2 League                     | 19    | 0    |
| 2018          | Bucheon FC 1995                   | K League 2                    | 30    | 10   |
| 2019          | Figueirense FC                    | Campeonato Brasileiro Série B | 17    | 6    |
| 2019 (j)      | Ceará SC                          | Campeonato Brasileiro Série A | 1     | 0    |
| 2020/2021     | Muangthong United                 | Thai League 1                 | 21    | 12   |
| 2021/2022     | Muangthong United                 | Thai League 1                 | 29    | 15   |
| 2022 (j)      | Associação Chapecoense de Futebol | Campeonato Brasileiro Série B | 13    | 3    |
| 2022/2023 (w) | Muangthong United                 | Thai League 1                 | 14    | 14   |